# 2019년 휴가나다 지진
2019년 휴가나다 지진은 2019년 5월 10일 8시 48분에 일본의 휴가나다에서 발생한 지진이다. 지진 규모는 일본 기상청 규모 기준 M6.3이다. 미야자키현의 미야자키시, 미야코노조시에서 최대 진도5약을 관측했다. 이 지진으로 미야자키현에서 2명, 가고시마현에서 1명 등 총 부상자가 3명 발생했다. 진원기구 분석 결과 역단층형 지진이다.

## 진도
진도4(일본 기상청 진도 계급)이상을 관측한 지역은 다음과 같다.
| 진도 | 도도부현   | 시정촌 |
| ---- | ---------- | --- |
| 5약  | 미야자키현 | 미야자키시 미야코노조시 |
| 4    | 구마모토현 | 우토시 미사토정 우키시 히카와정 고시시 구마모토시 (미나미구) 아시키타정                                                        |
| 4    | 오이타현   | 분고오노시 다케타시 |
| 4    | 미야자키현 | 사이토시 다카나베정 신토미정 가와미나미정 시바촌 다카치호정 미사토정 니치난시 구니토미정 아야정 고바야시시 미마타정 다카하루정 |
| 4    | 가고시마현 | 가고시마시 유스이정 이치키쿠시키노시 기리시마시 아이라시 가노야시 다루미즈시 오사키정 히가시쿠시라정 소오시 기모쓰키정         |

## 장주기 지진동
아래는 계급1 이상의 장주기 지진동을 관측한 도도부현이다.
| 계급 | 도도부현                                    |
| ---- | ------------------------------------------- |
| 1    | 후쿠오카현 구마모토현 미야자키현 가고시마현 |

## 같이 보기
- 휴가나다 지진
- 난카이 해곡 거대지진
- 2019년 지진